# Dendrobium sancristobalense
Dendrobium sancristobalense är en orkidéart som beskrevs av Phillip James Cribb. Dendrobium sancristobalense ingår i släktet Dendrobium, och familjen orkidéer. Inga underarter finns listade i Catalogue of Life.